# Rosalba arawakiana
Rosalba arawakiana là một loài bọ cánh cứng trong họ Cerambycidae.